# Sajjad Mashayekhi
Sajjad Mashayekhi (in persiano سجاد مشایخی‎; Teheran, 5 marzo 1994) è un cestista iraniano.

## Carriera
Con l'Iran ha disputato i Campionati mondiali del 2014.